# 艾哈迈德·阿伯里枪击案
2020年2月23日，25岁的黑人男子艾哈迈德·马尔克斯·阿伯里（Ahmaud Marquez Arbery）在美国佐治亚州格林縣布朗斯维克附近的萨蒂拉海岸（Satilla Shores）被杀害。

## 事件經過
2020年2月23日，阿伯里當時被三名白人追赶，特拉维斯·麦克米克（Travis McMichael ）和他的父亲格雷戈里（Gregory）坐在車內並舉起武器朝艾哈迈德·阿伯里射擊，威廉·"罗迪"·布莱恩（William "Roddie" Bryan）則在另一辆车上，他用手机记录了特拉维斯·麦克米克父子追赶和射击的过程 。後來特拉维斯下车并當著阿伯里的面挥舞猎枪，結果兩人发生了肢体冲突，期间特拉维斯把阿贝里给毙了。三位白人追趕艾哈迈德·阿伯里的起因是格雷戈里一開始看到阿贝里在格雷戈里家附近跑步。他怀疑阿贝里是不是在附近偷窃 ，並立即追击阿贝里，但警方後來調查時没有發現阿贝里的犯罪证据 。威廉·"罗迪"·布莱恩看到特拉维斯·麦克米克父子追逐阿伯里後，也加入了他們的行列，但其實威廉·"罗迪"·布莱恩並不知道阿贝里到底幹了何種壞事 。

## 逮捕
格林县警察局（GCPD）表示，布伦瑞克地区检察官办公室曾在2月23日建议警察不要逮捕三位白人，但布伦瑞克地区检察官办公室则否认给出過这样的建议。韋克羅斯地区检察官乔治·巴恩希尔（George Barnhill）同樣曾經两次建议格林县警察局不要逮捕白人嫌犯，一次是在2月24日，這是在他2月27日參與此案之前 ，第二次是在4月2日，同时宣布他打算因他儿子和格雷戈里·麦克米克之间的联系而回避此案。巴恩希尔于4月7日被要求回避此案，该案于4月13日被移送至大西洋地区检察官办公室。在格雷戈里·麦克米克的要求下，一位当地律师向当地电台WGIG提供了一個枪击影片，该电台于5月5日将視頻发布到他们的网站。该视频在YouTube和Twitter上发布后，引發了病毒式传播。几小时内，大西洋地区检察官汤姆·德登（Tom Durden）表示，大陪审团将决定是否提出指控，并接受了州长布赖恩·肯普的提议，让乔治亚州调查局（GBI）调查此案 。
乔治亚州调查局分别于5月7日和5月21日逮捕了麦克米克父子和布莱恩，指控他们犯有重罪谋杀和其他罪行 。该案件最终被移交给科布縣地区检察官办公室。检察官提出了更多的证据来支持谋杀指控，包括威廉·"罗迪"·布莱恩向乔治亚州调查局提供的一份声明，內容是格雷戈里·麦克米克在阿伯里奄奄一息时说了句“fucking nigger”（该死的黑鬼）。6月24日，大陪审团对这三人分别以恶意谋杀、重罪谋杀（四项罪名）、故意伤害（两项罪名）、非法监禁和企图非法拘禁的罪名提出起诉。

## 審判
当地政府对此案的处理，即麦克米克父子在案发74天后才被逮捕，在相關影片传开后，引发了美國全国范围内的批评和关于美国种族歧視的討論。众多宗教领袖、政治家、运动员和其他名人谴责了这一事件 。佐治亚州总检察长克里斯托弗·M·卡尔于2020年5月10日正式要求联邦调查局介入此案，該請求于次日获准  。2021年4月，所有三人都被起诉，联邦政府指控他们各犯有一项干涉权利罪（仇恨罪）和一项绑架未遂罪，而麦克米克父子还被指控在暴力犯罪中使用枪支。
所有三名被告于2021年11月24日在布伦瑞克的格林县法院被判犯有重罪谋杀罪，以及其他指控，包括严重伤害罪、非法监禁和企图犯下重罪 。特拉维斯·麦克米克被认定犯有最严重的恶意谋杀罪。所有被定罪的三人都有可能被判終身監禁。2022年1月7日，美國格林郡高等法院判處射殺非裔男子艾哈邁德·阿伯里的3名白人终身监禁。同年3月8日，3名白人中的麦克迈克尔父子提出上诉，同年8月8日获联邦法庭裁定犯仇恨犯罪罪，被判终身监禁。